# Елроза (Міннесота)
Елроза (англ. Elrosa) — місто (англ. city) в США, в окрузі Стернс штату Міннесота. Населення — 213 особи (2020).

## Географія
Елроза розташована за координатами 45°33′46″ пн. ш. 94°56′49″ зх. д. / 45.56278° пн. ш. 94.94694° зх. д. (45.562866, -94.946943).  За даними Бюро перепису населення США в 2010 році місто мало площу 0,43 км², уся площа — суходіл. В 2017 році площа становила 0,39 км², уся площа — суходіл.

## Демографія
Згідно з переписом 2010 року, у місті мешкало 211 особа в 85 домогосподарствах у складі 62 родин. Густота населення становила 486 осіб/км².  Було 91 помешкання (210/км²).
Расовий склад населення:
| - 98,6 % — білих |

До двох чи більше рас належало 1,4 %. Частка іспаномовних становила 0,0 % від усіх жителів.
За віковим діапазоном населення розподілялося таким чином: 22,3 % — особи молодші 18 років, 53,1 % — особи у віці 18—64 років, 24,6 % — особи у віці 65 років та старші. Медіана віку мешканця становила 42,5 року. На 100 осіб жіночої статі у місті припадало 106,9 чоловіків;  на 100 жінок у віці від 18 років та старших — 118,7 чоловіків також старших 18 років.
Середній дохід на одне домашнє господарство  становив 51 644 долари США (медіана — 38 214), а середній дохід на одну сім'ю — 53 455 доларів (медіана — 46 406). За межею бідності перебувало 10,7 % осіб, у тому числі 0,0 % дітей у віці до 18 років та 22,6 % осіб у віці 65 років та старших.
Цивільне працевлаштоване населення становило 84 особи. Основні галузі зайнятості: виробництво — 17,9 %, освіта, охорона здоров'я та соціальна допомога — 15,5 %, сільське господарство, лісництво, риболовля — 14,3 %.